# Mokrotyn (gmina)
Mokrotyn – dawna gmina wiejska w powiecie żółkiewskim województwa lwowskiego II Rzeczypospolitej. Siedzibą gminy był Mokrotyn.
Gminę utworzono 1 sierpnia 1934 r. w ramach reformy na podstawie ustawy scaleniowej z dotychczasowych gmin wiejskich: Macoszyn, Mokrotyn, Mokrotyn Kolonja, Polany, Skwarzawa Nowa, Skwarzawa Stara, Soposzyn i Wiesenberg.
Pod okupacją niemiecką w Polsce (GG) gminę zniesiono, włączając ją do nowo utworzonych gmin Żółkiew i Kulików.
Po II wojnie światowej obszar gminy znalazł się w ZSRR.